# Windheim (Petershagen)

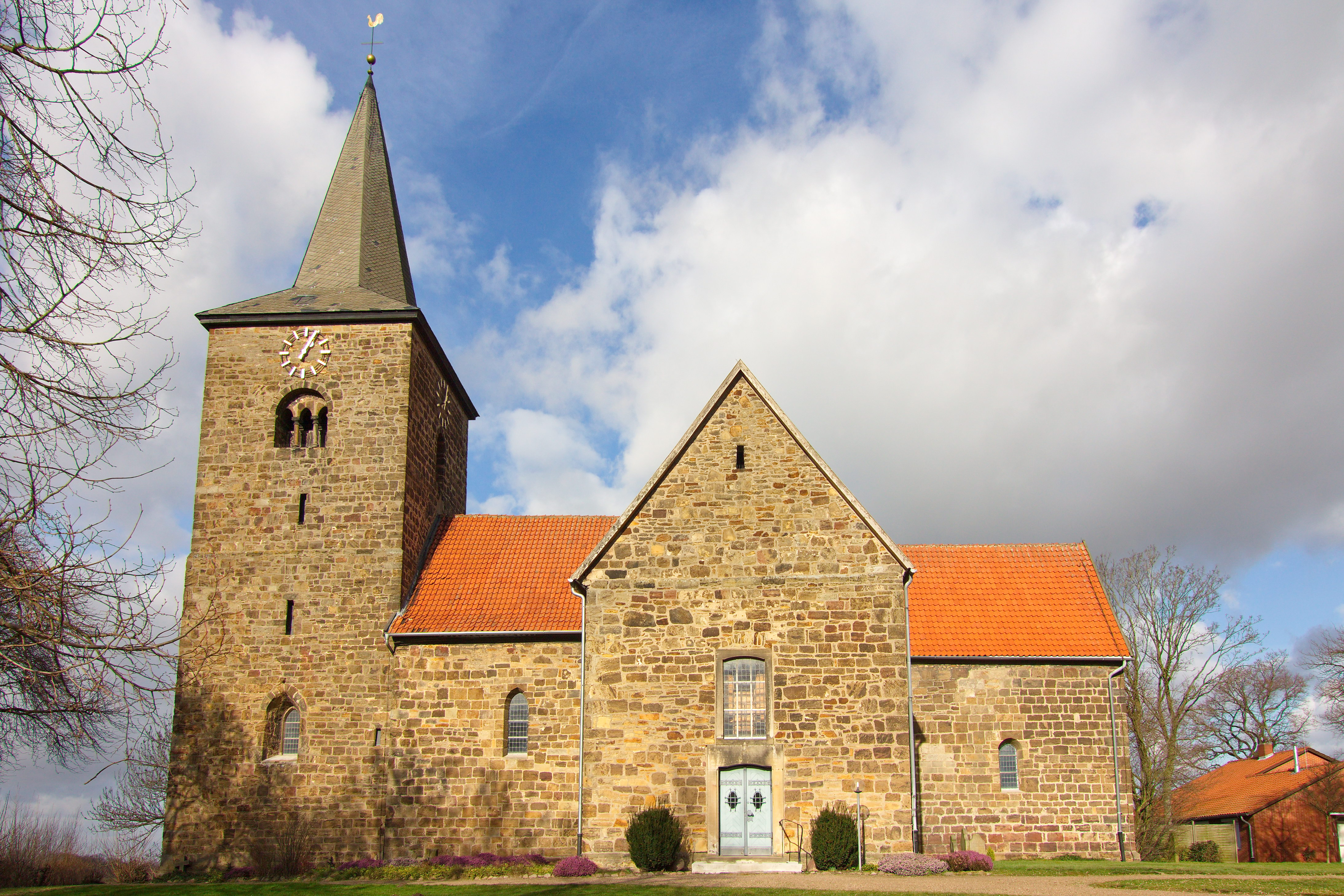
Dorfkirche zu Windheim

Windheim ist ein Ortsteil der Stadt Petershagen im nordrhein-westfälischen Kreis Minden-Lübbecke.

## Geographie
Windheim liegt nordöstlich der Kernstadt Petershagens auf dem rechten Weserufer; im Osten grenzt Windheim an die Ortsteile Ilse und Döhren, im Norden (getrennt durch die Weser) an den Ortsteil Hävern, im Westen, ebenfalls durch die Weser getrennt, an den Ortsteil Ovenstädt und im Süden an den Ortsteil Jössen.

## Geschichte
Das Gründungsdatum liegt sicherlich vor 1318. In diesem Jahr überließ nach einer Verpfändungsurkunde der Edelherr Wedekind vom Berge dem Grafen Otto von Hoya die Gografschaft zu Windheim. Die Überlassung endete erst 1512 mit dem Übergang zum Bistum Minden. Im Mittelalter war Windheim auch zeitweise Sitz eines Gogerichtes. Seit 1548 sind Marktrechte für Windheim als „Winthemere kerckmisse“ bekannt. Noch heute werden jährlich im Frühjahr und im Herbst zwei Jahrmärkte abgehalten.
Windheim war bis zu den Napoleonischen Kriegen Sitz der Vogtei Windheim im Amt Petershagen des Fürstentums Minden. Der Ort gehörte von 1807 bis 1813 zum Kanton Windheim des napoleonischen Satellitenstaats Königreich Westphalen und kam 1816 zum neuen Kreis Minden. Bis 1972 bildete Windheim eine Gemeinde im Amt Windheim des Kreises. Bevor die Gemeinde bei der kommunalen Neugliederung am 1. Januar 1973 Teil der Stadt Petershagen wurde, hatte sie eine Fläche von 7,27 km² sowie 1368 Einwohner (31. Dezember 1972). Am 31. Dezember 2022 hatte Windheim 1470 Einwohner.

## Religion
- Die evangelisch-lutherischen Christen gehören zur Kirchengemeinde Windheim und besuchen die Evangelische Kirche Windheim. Der Kirchenbau wurde im 13. Jahrhundert erstellt und im 18. Jahrhundert erweitert.
- Die katholischen Gläubigen gehören zur Pfarrvikarie St. Maria in Lahde und damit zum Pastoralverbund Mindener Land im Dekanat Herford-Minden. In Windheim steht auch die St. Gorgonius und St. Liborius Kapelle, die teilweise genutzt wird.

## Politik
Ortsbürgermeister ist Hermann Humbcke (CDU).

## Kultur und Sehenswürdigkeiten
Windheim ist bekannt als „Alter Mittelpunkt an der Weser“ und für seine Storchennester. Direkt am Ort befindet sich das Naturschutzgebiet der Weser-Auenlandschaft.
- Im denkmalgeschützten Haus Windheim No 2 befindet sich das Westfälische Storchenmuseum.[5][6]
- Die Weserfähre PetraSolara ist die einzige Solarfähre in Nordrhein-Westfalen und wird von April bis Oktober vom Fährverein Hävern betrieben. Die erste urkundliche Erwähnung einer Fähre an dieser Stelle stammt aus dem Jahr 1548.[7]

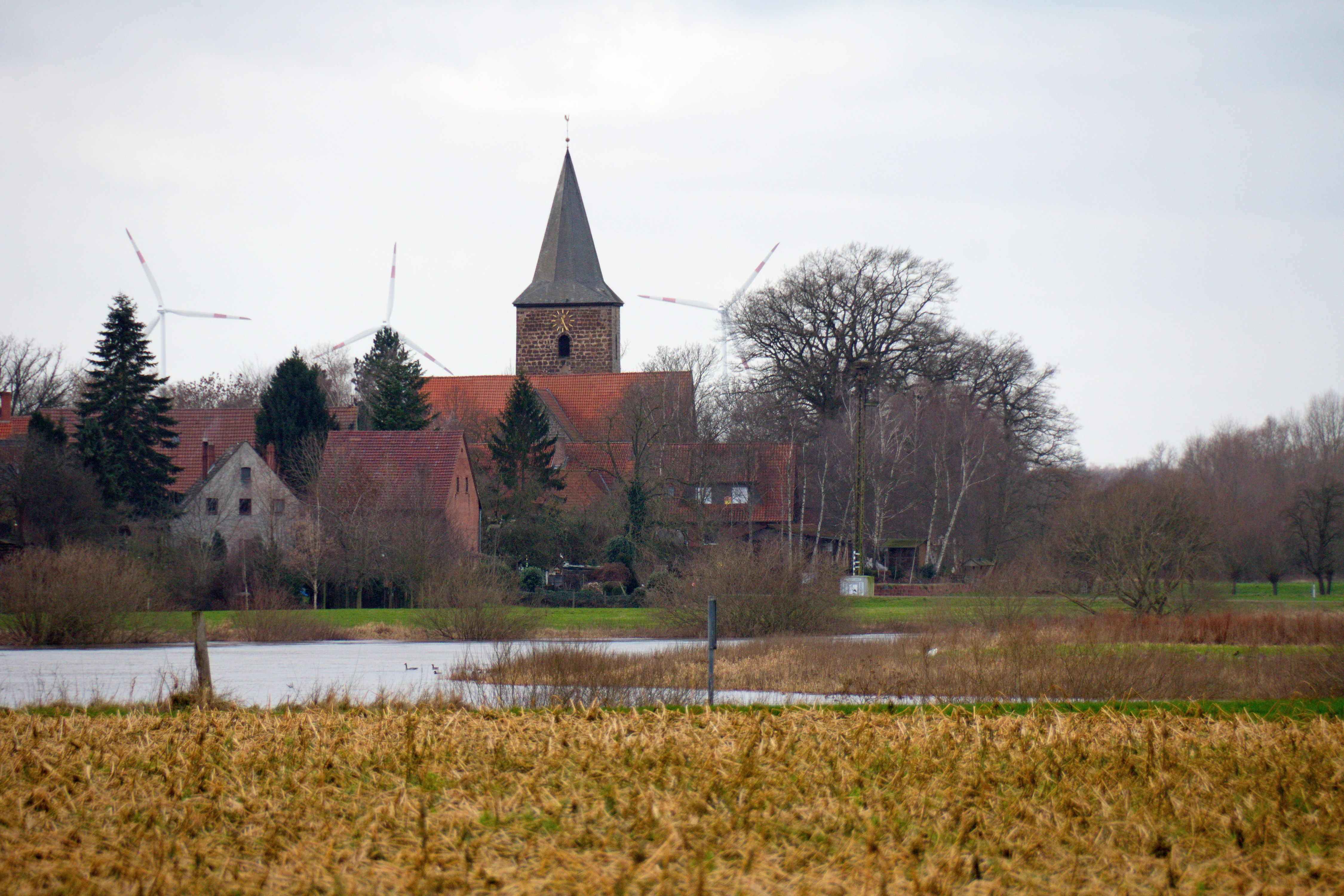
Blick auf Windheim aus dem Naturschutzgebiet Weseraue
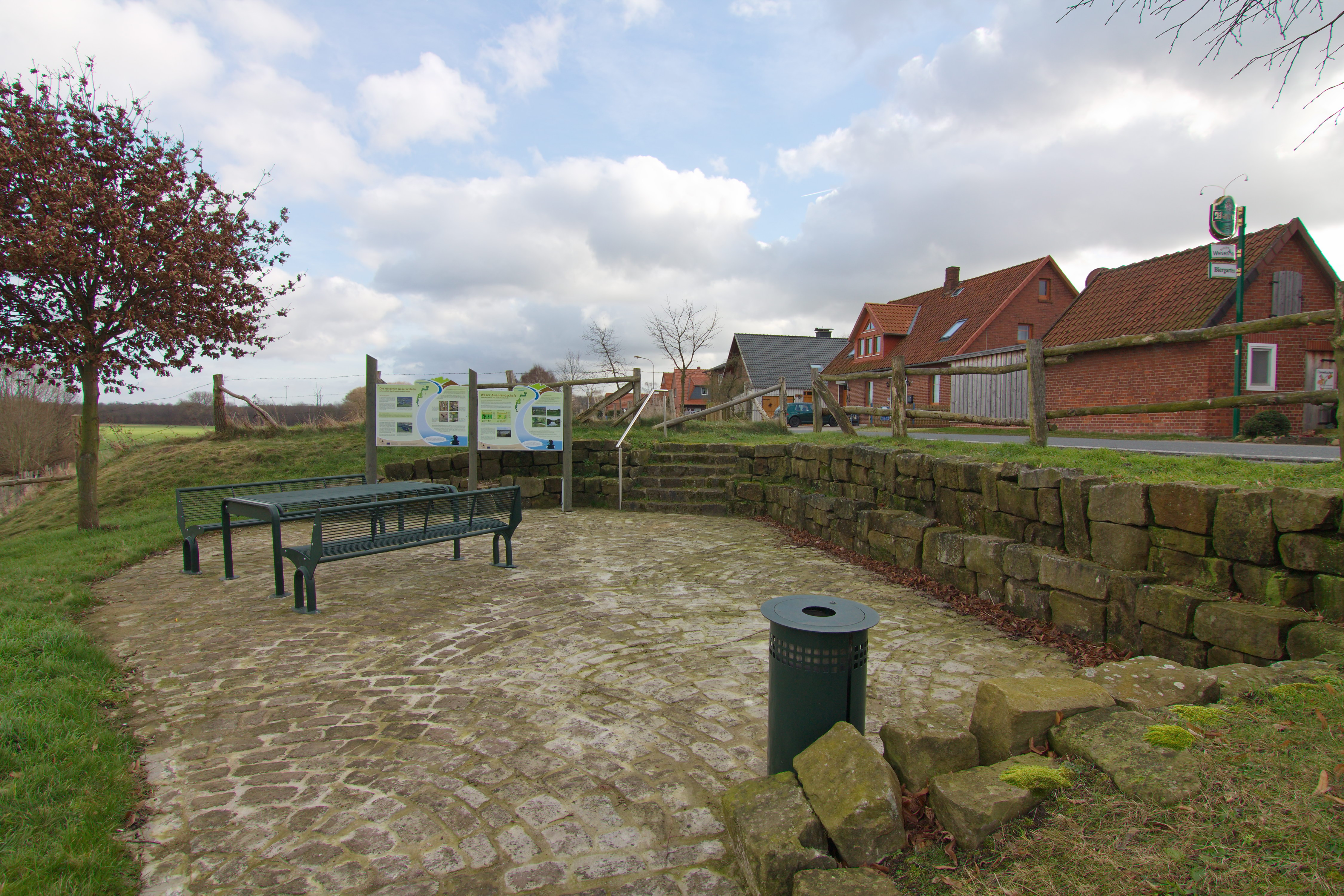
Ortsblick
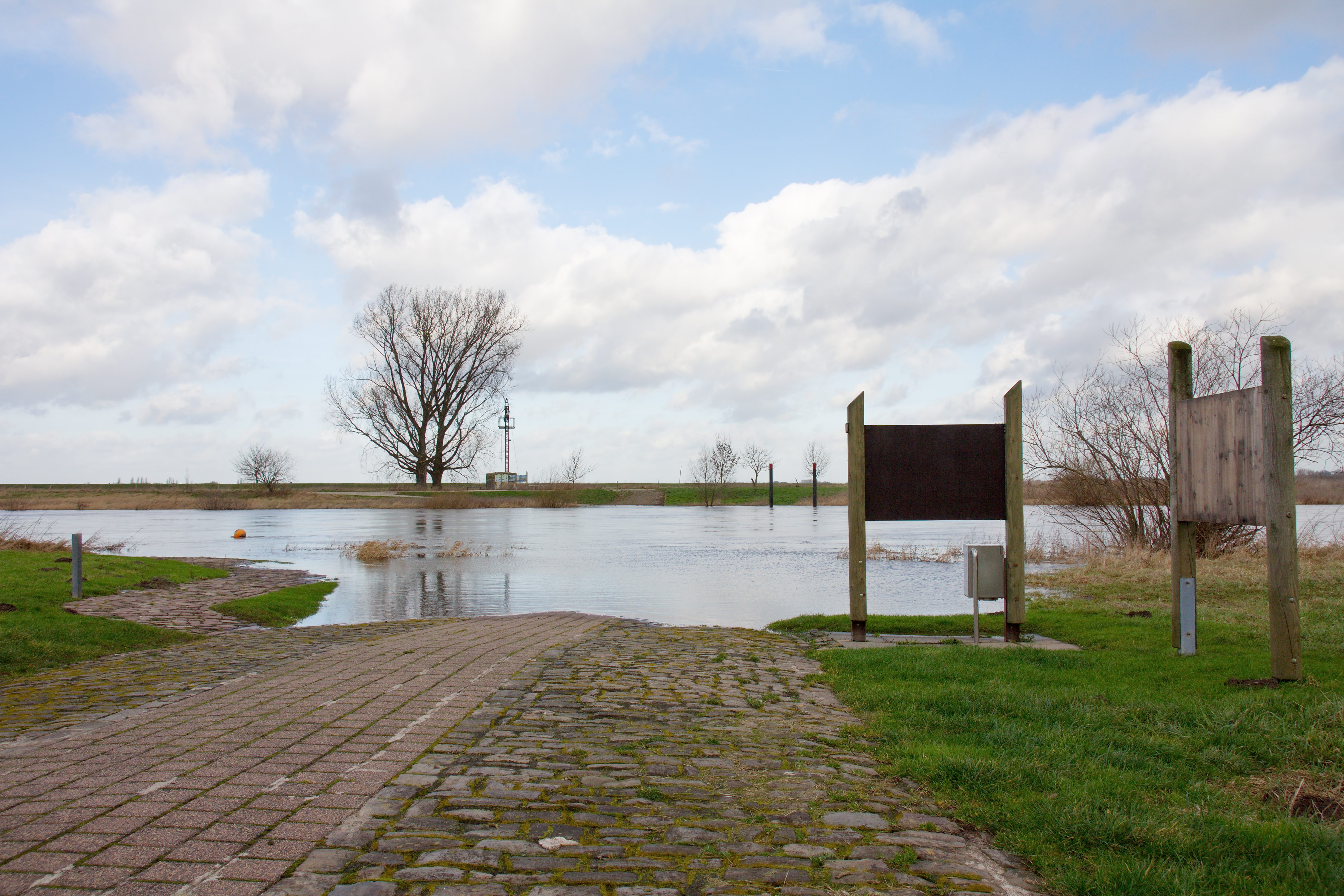
Weserfährstelle
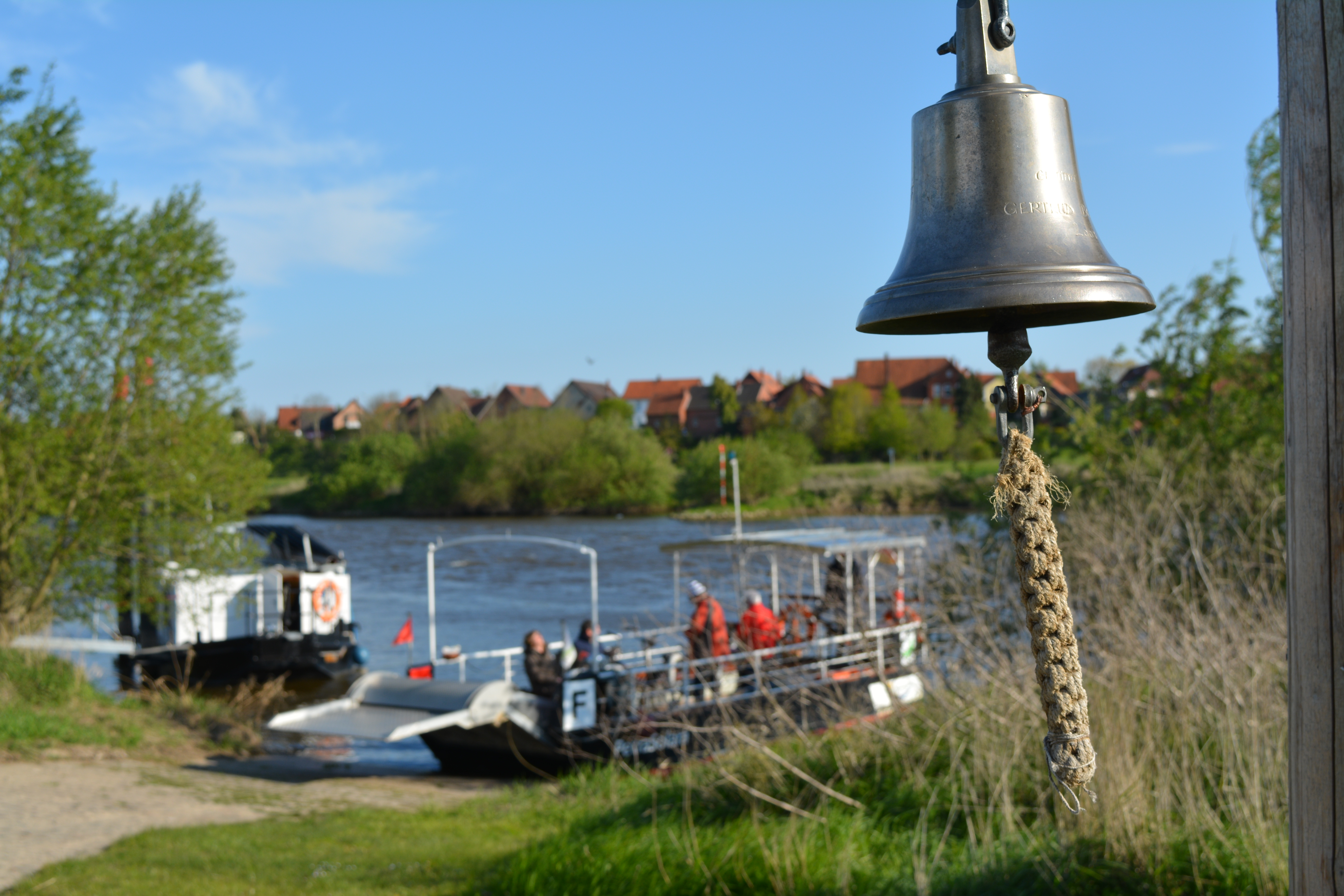
Anlegestelle der Weserfähre Solara

## Wirtschaft und Infrastruktur

### Bildung
- Die Vorschulkinder besuchen den Kindergarten im benachbarten Jössen.
- In Windheim besteht eine Grundschule.
- Weiterführende Schulen befinden sich in Lahde und Petershagen.

### Verkehr
Windheim liegt zusammen mit dem Stadtteil Jössen, umgeben von der Weser, an der Bundesstraße 482 und ist über vier Brücken zu erreichen. Seit der Betrieb der Weserfähre Windheim-Hävern (PetraSolara) wieder aufgenommen wurde, ist die Ortschaft auch wieder für Radfahrer und Touristen besser erreichbar. Der Bahnhof Windheim liegt an der Bahnstrecke Nienburg–Minden. Windheim ist Betriebsbahnhof. Züge halten hier nicht zum Ein- und Ausstieg.